# Megawatt térmico
O Megawatt térmico (MWt) é uma unidade de potência que ilustra a capacidade duma central termoelétrica. É a potência que tem a central, tomando em conta o rendimento da mesma. Se a potência eléctrica é de 1000 MW, e o seu rendimento é o 50%, então é uma central de 2000 MWt